# Екегар
Екегар (нід. Ekehaar) — село в нідерландській провінції Дренте. Входить до муніципалітету А-ен-Гюнзе.
Його площа становить 9,12 км², а населення станом на 2021 рік складало 430 осіб.
Перша згадка про населений пункт датується 1423 роком.